# Rádio Itatiaia Vale do Aço
Rádio Itatiaia Vale do Aço é uma emissora de rádio brasileira sediada em Ipatinga, município do estado de Minas Gerais. A rádio opera no dial FM, na frequência 102.3 MHz e é uma filial da Rádio Itatiaia, propriedade do empresário Rubens Menin.

## História
A concessão para a Rádio Itatiaia Vale do Aço foi outorgada no ano de 1987, sendo esta a terceira FM de Ipatinga. A emissora começou suas atividades em 16 de maio de 2001, como FM Itatiaia Ipatinga, no formato adulto-contemporâneo. Essa era a única detentora dos direitos de transmissão da Rádio Itatiaia em Ipatinga. Apesar de uma das maiores emissoras do estado estar presente na região conhecida como Vale do Aço, a audiência foi muito baixa, o que ocasionou a falta de ouvintes. Apesar disso, a Rede Itatiaia também possuía uma emissora no AM 650 (hoje em 97.1 FM) da vizinha cidade de Timóteo.
Em 2006, foi confirmada a afiliação à Rede Jovem Pan FM. A estreia da nova rádio ocorreu às 12h, na abertura do programa Pânico. Em 2016, a afiliada completou 10 anos no ar em Ipatinga, sendo a segunda maior audiência da cidade naquele período.
A concessão em si pertencia ao vice-presidente e herdeiro da Rádio Itatiaia, Cláudio Emanuel Carneiro.
Em 2021, Rubens Menin (CEO da CNN Brasil), adquiriu a tradicional Rádio Itatiaia e as emissoras filiais de Ouro Preto, Juiz do Fora, Varginha, Montes Claros, que estavam nas mãos da família Carneiro; além da afiliada da Jovem Pan FM em Ipatinga.
Em 2023, foi anunciado o encerramento da afiliação com a Rede Jovem Pan Sat e o retorno da Itatiaia ao Vale do Aço - 102.3 FM, sendo essa a quinta filial da Rede Itatiaia. A troca aconteceu a meia-noite do dia 1º de março, no início do programa Itatiaia é a Dona da Noite. No mesmo dia, foi encerrada a afiliação da 97 FM de Timóteo com a Rede Itasat, que passou a se chamar Vox 97 FM e seguiu com programação independente. 
Vale ressaltar que uma nova afiliada da Jovem Pan FM com sede em Ipatinga, a Jovem Pan FM Vale do Aço, voltou a operar na frequência FM 103.5, mediante iniciativa do empresário Rudmar Silveira. A inauguração da emissora ocorreu em 31 de julho de 2023.